# Google Pixel

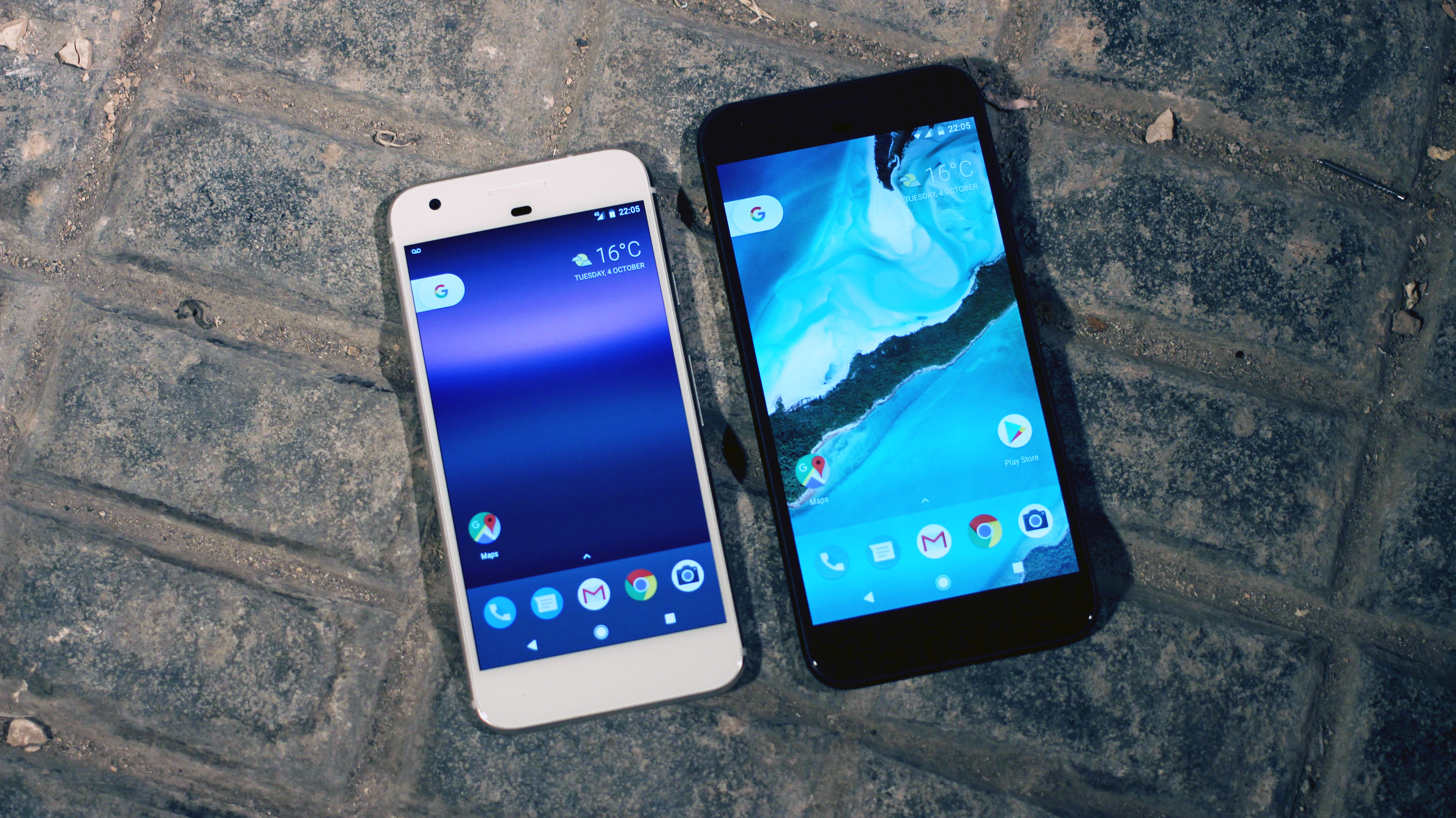
Smartphone-uri Pixel și Pixel XL

Începând cu 2013, Pixel este numele unei linii de produse pentru dispozitivele companiei americane Google LLC, care folosesc Android sau Chrome OS ca sisteme de operare. Dispozitivele Android sunt considerate dispozitivele succesoare ale seriei Nexus. 

## Lista dispozitivelor Pixel
| Nume                  | Nume de cod | Tip de dispozitiv | Lansare pe piată  | Preț de la (Euro) | La lansarea pe piața | Actual    | Mărime | Rezoluție   | Procesor         | Memorie cu acces aleator | Memorie flash      | Camera principală |
| --------------------- | ----------- | ----------------- | ----------------- | ----------------- | -------------------- | --------- | ------ | ----------- | ---------------- | ------------------------ | ------------------ | ----------------- |
| Pixel                 | sailfish    | Smartphone        | 4 octombrie 2016  | 759               | 7.1                  | 10.0      | 5      | 1920 × 1080 | Snapdragon 821   | 4 GB                     | 32 / 128 GB        | 12,3 MP           |
| Pixel XL              | marlin      | Smartphone        | 4 octombrie 2016  | 899               | 7.1                  | 10.0      | 5,5    | 2560 × 1440 | Snapdragon 821   | 4 GB                     | 32 / 128 GB        | 12,3 MP           |
| Pixel 2               | walleye     | Smartphone        | 19 octombrie 2017 | 799               | 8.0                  | 10.0      | 5      | 1920 × 1080 | Snapdragon 835   | 4 GB                     | 64 / 128 GB        | 12,2 MP           |
| Pixel 2 XL            | taimen      | Smartphone        | 19 octombrie 2017 | 939               | 8.0                  | 10.0      | 6      | 2880 × 1440 | Snapdragon 835   | 4 GB                     | 64 / 128 GB        | 12,2 MP           |
| Pixel 3               | blueline    | Smartphone        | 2 noiembrie 2018  | 849               | 9.0                  | 10.0      | 5,5    | 2160 × 1080 | Snapdragon 845   | 4 GB                     | 64 / 128 GB        | 12,2 MP           |
| Pixel 3 XL            | crosshatch  | Smartphone        | 2 noiembrie 2018  | 949               | 9.0                  | 10.0      | 6,3    | 2960 × 1440 | Snapdragon 845   | 4 GB                     | 64 / 128 GB        | 12,2 MP           |
| Pixel 3a              | sargo       | Smartphone        | 8 mai 2019        | 399               | 9.0                  | 10.0      | 5,6    | 2220 × 1080 | Snapdragon 670   | 4 GB                     | 64 GB              | 12,2 MP           |
| Pixel 3a XL           | bonito      | Smartphone        | 8 mai 2019        | 479               | 9.0                  | 10.0      | 6,0    | 2160 × 1080 | Snapdragon 670   | 4 GB                     | 64 GB              | 12,2 MP           |
| Pixel 4               | flame       | Smartphone        | 21 octombrie 2019 | 749               | 10.0                 | 10.0      | 5,7    | 2280 × 1080 | Snapdragon 855   | 6 GB                     | 64 / 128 GB        | 12,2 + 16 MP      |
| Pixel 4 XL            | coral       | Smartphone        | 21 octombrie 2019 | 899               | 10.0                 | 10.0      | 6,3    | 3040 × 1440 | Snapdragon 855   | 6 GB                     | 64 / 128 GB        | 12,2 + 16 MP      |
| Pixel C               | ryu         | Tableta           | 8 decembrie 2015  | 499               | 6.0                  | 8.1       | 10,2   | 2560 × 1800 | NVIDIA Tegra X1  | 3 GB                     | 32 / 64 GB         | 8 MP              |
| Pixelbook             | eve         | Tableta           | 30 octombrie 2017 | ≈1000             | Chrome OS            | Chrome OS | 12,3   | 2400 × 1600 | Intel Core i5/i7 | 8 / 16 GB                | 128 / 256 / 512 GB |                   |
| Pixel Slate           | nocturne    | Tableta           | 9 octombrie 2018  | de la 599 $       | Chrome OS            | Chrome OS | 12,3   | 3000 × 2000 | Intel            | 4 / 8 / 16 GB            | 64 / 128 / 256 GB  | 8 MP              |
| Pixel Buds            |             | Casca audio       | decembrie 2017    | ≈160              |                      |           |        |             |                  |                          |                    |                   |
| Pixel USB-C Kopfhörer |             | Casca audio       | noiembrie 2018    | 35                |                      |           |        |             |                  |                          |                    |                   |
| Pixel Stand           |             | Dockingstation    | noiembrie 2018    | 79                |                      |           |        |             |                  |                          |                    |                   |

## Tabletă
Calculatorul tabletă Pixel C este echipat cu un SoC multi-core Nvidia Tegra X1 4 + 4, astfel încât se spune că funcționează bine la calcul, în reprezentare grafică, precum și în raport cu camera încorporată și capacitatea bateriei. În plus, dispozitivul este echipat doar moderat. De exemplu, este criticat faptul că nu există un modem celular, nici un receptor GPS și nici posibilitatea de a extinde memoria internă. Mai mult decât atât, în conformitate cu Android 6, mai multe aplicații ar putea să nu fie afișate una lângă alta pe de înaltă rezoluție ecran. 
De asemenea, sincronizarea datelor nu este posibilă în rețeaua locală, ci doar prin intermediul unui cloud de pe Internet, astfel încât nu există posibilitatea evitării datelor și a economiei datelor.
Pe 9 Octombrie 2018 Google a anunțat datele tehnice la Pixel Slate. In dispozitiv este instalat un procesor Intel și este operat cu Chrome OS în loc de Android. Opțional este atașabilă pentru dispozitiv o tastatură disponibilă.

## Smartphone

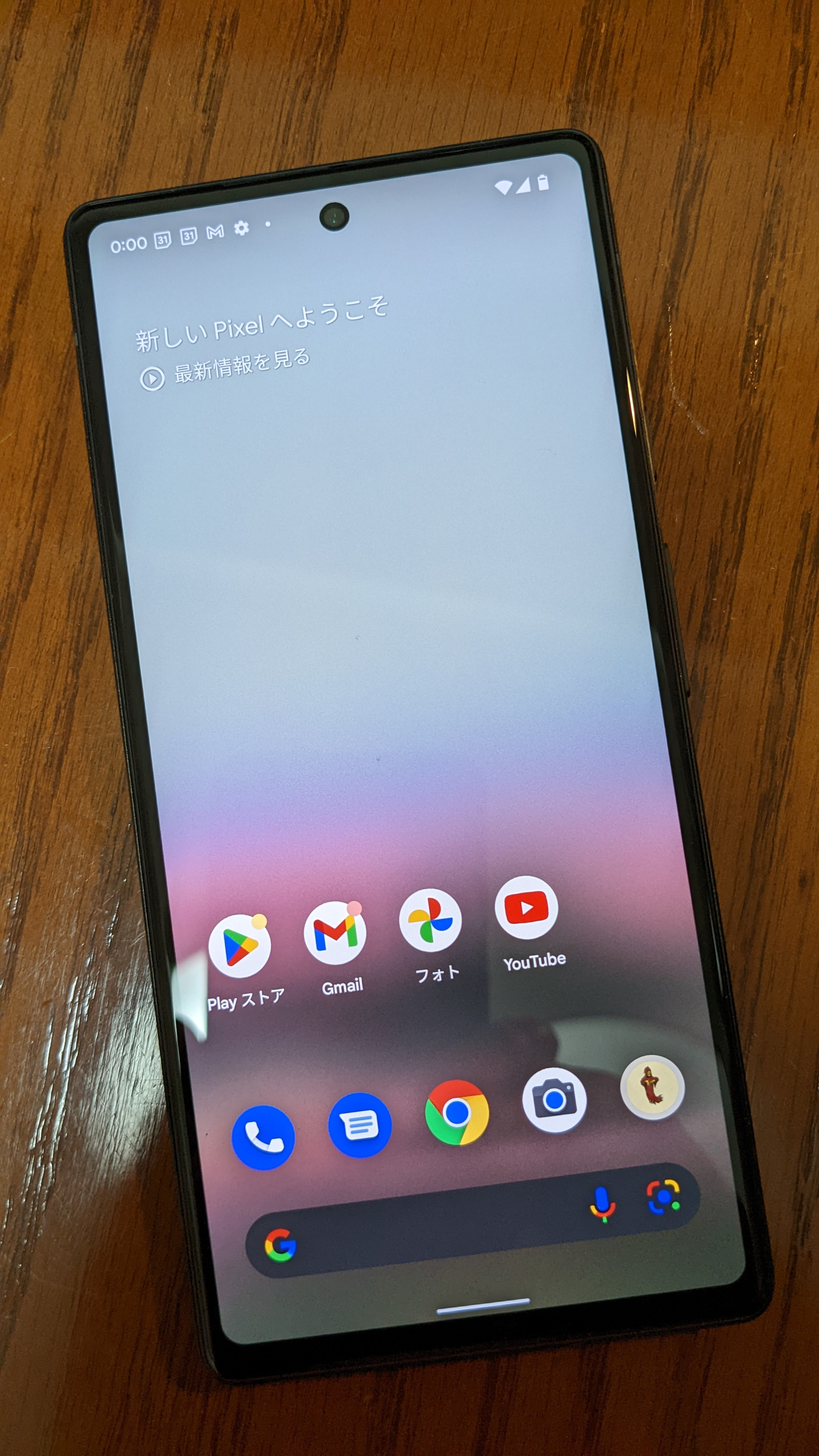
Google Pixel 6a

Primele dispozitive Pixeli pe care Google însuși  ca „Made by Google” le promovează și au fost create de HTC, au fost mult mai scumpe decât dispozitivele Nexus anterioare. Primii Pixel și Pixel XL au o carcasă din aluminiu în care este instalat un Snapdragon 821 cu 2.15 GHz + 1.6 GHz. Bateria încorporată poate fi încărcată printr-un port USB-C cu 2,77 Ah sau 3,45 Ah, la 18 W poate fi taxat. Pe spatele carcasei există un senzor de amprentă.
La un an de la începutul primului smartphone Pixel, Google a prezentat succesorul Pixel 2 (XL) în cadrul propriului „eveniment”. Pixel 2 a fost din nou făcut de HTC, în timp ce Pixel 2 XL a fost realizat de LG. Ambele smartphone-uri sunt echipate cu un Snapdragon 835, cu 4 × 2.5 GHz și 4 × 1.9 GHz. Printre altele, Google a garantat noi versiuni Android și corecții de securitate timp de trei ani. Acesta este un an mai lung decât de obicei cu alți producători. În prezent, utilizatorii tuturor dispozitivelor Pixel pot descărca gratuit ultima versiune beta R Android. De asemenea, Google a extins suportul pentru actualizarea Android pentru a include prima generație de smartphone-uri. Versiunea beta se concentrează pe actualizări importante de securitate și confidențialitate. 
Pe 9 octombrie 2018, Google a prezentat Pixel 3 și Pixel 3 XL. Dispozitivele sunt o dezvoltare suplimentară a seriei Pixel 2, pot fi încărcate fără contact utilizând standardul de încărcare Qi și sunt echipate cu un SoC Snapdragon 845 octa-core (2,5 și 1,6 GHz) SoC. Ca cameră foto, Google continuă să se bazeze pe o singură cameră principală. În calitate de producător de hardware, Google a folosit Foxconn de această dată. 
Pe 7 mai 2019, Google a prezentat Pixel 3a și Pixel 3a XL. Acestea diferă prin prețul lor mai mic și prin diferitele reduceri față de Pixel 3 și 3 XL și, prin urmare, sunt într-un segment de preț mai mic. Aceste dezavantaje includ lipsa capacității de încărcare Qi și certificarea IP, cea mai slabă Snapdragon 670 SoC, o carcasă din policarbonat mai groasă, în contrast cu metalul și sticla, camera cu unghi larg lipsă pe partea din față, un modem mai lent, marginile de afișare mai mari, utilizarea Sticla Dragontail în loc de Gorilla Glass pe partea din față, o interfață USB mai lentă, care are în continuare designul modern de tip C, și faptul că sunt incluse căștile in-ear cu fir, în timp ce Pixel 3 și 3 XL wireless Pixel Buds cu un MSRP de 249 € inclus. În plus față de prețul mult mai mic, bateria mai mare este un avantaj al dispozitivelor 3a. Cea mai importantă caracteristică la Pixel 3 este camera adoptată pe spate, care este un punct de vânzare unic în acest segment de preț. Software-ul a fost adoptat și de pe dispozitivele mai scumpe. Datorită materialelor, dispozitivele sunt mai ușoare decât Pixel 3 și 3 XL. Spre deosebire de dispozitivele mai scumpe, aici este instalată o mufă pentru căști. 
Dispozitivele Pixel 4 lansate în octombrie 2019 au 6 GB RAM și sunt echipate cu un Snapdragon 855 (4 × 2,84 Ghz + 4 × 1,78 Ghz) Soc. Camera principală din Pixel 4 și Pixel 4 XL este același shooter cu două lentile. Există un obiectiv principal de 12,2 megapixeli cu o diafragmă f / 1,7 care este asociat cu un teleobiectiv de 16 megapixeli care are o deschidere f / 2,4 și care permite zoom optic de 2x. Există, de asemenea, suport pentru detectarea fazelor și autofocus cu laser, precum și HDR și stabilizarea optică a imaginii (OIS). HDR Plus, care surprinde mai multe fotografii și le combină pentru a reduce zgomotul și a produce cea mai bună imagine posibilă, este acum live, astfel încât puteți vedea cum va arăta imaginea finală după post-procesare pe ecran înainte de a vă fotografia, permițându-vă să efectuați ajustări după cum este necesar.. De asemenea, nou este controlul gestului numit Motion Sense. Ca și modelele anterioare, dispozitive Pixel 4 pot fi utilizate cu un eSIM. Pixel 4 este laudat pentru calitatea camerelor foto cu multe reviewuri recomandadu-l drept unul dintre cele mai bune telefoane pentru poze, conform celor de la Nea Plăcut. 

## Bootloader
„Bootloader” (fastboot) al dispozitivelor este ușor de deblocat, ceea ce înseamnă că puteți înlocui versiunea Android preinstalată de Google cu o versiune gratuită, cum ar fi LineageOS, fără a contacta producătorul dispozitivului. De asemenea, sistemul de recuperare preinstalat poate fi utilizat printru-un mult mai convenabil TWRP (oferă printre altele funcții de rezervă de date extinse) și poate fi configurat un acces de administrator al sistemului („rooting”). 
Cu toate acestea, orice dispozitiv Android obișnuit este potrivit numai pentru a dezvolta programe Android, atât timp cât acceptă ADB (Android Debug Bridge). 